# Semiothisa grisescens
Semiothisa grisescens är en fjärilsart som beskrevs av Louis Beethoven Prout 1916. Semiothisa grisescens ingår i släktet Semiothisa och familjen mätare. Inga underarter finns listade i Catalogue of Life.